# Victoria Zinny
Victoria Zinny, née le 13 mai 1943 à Buenos Aires, est une actrice argentine naturalisée italienne.

## Biographie
Zinny débute en 1961 dans Viridiana de Luis Buñuel ; ce n'est qu'en 1966, en Italie où elle s'est installée, qu'elle tourne un deuxième film, puis un troisième en 1970. Par la suite, elle apparaît dans relativement peu de films, dont le point culminant du point de vue critique est son interprétation de mère et d'épouse désabusée dans Viaggia, ragazza, viaggia, hai la musica nelle vene de Pasquale Squitieri. Zinny a souvent joué des femmes exposées à des situations tragiques. À partir de 1989, elle a intensifié son activité pour la télévision.
Zinny est mariée à l'acteur Remo Girone (it) et a deux enfants d'un précédent mariage, qui travaillent également comme acteurs. 

## Filmographie

### Actrice de cinéma
- 1961 : Viridiana de Luis Buñuel
- 1961 : Échec au cyanure (es) (Usted puede ser un asesino) de José María Forqué
- 1964 : Agent 077, opération Jamaïque (La muerte silba un blues) de Jesús Franco
- 1965 : Les Criminels de la galaxie (I criminali della galassia) d'Antonio Margheriti
- 1968 : Le Démon des femmes (The Legend of Lylah Clare) de Robert Aldrich
- 1969 : Maximum Flic (Colpo rovente) de Piero Zuffi
- 1970 : Quella piccola differenza de Duccio Tessari
- 1971 : Vivi ragazza vivi de Lorenzo Artale
- 1971 : Priez les morts, tuez les vivants (Prega il morto e ammazza il vivo) de Giuseppe Vari
- 1971 : Comment épouser une Suédoise (Il vichingo venuto dal sud) de Steno
- 1973 : Viaggia, ragazza, viaggia, hai la musica nelle vene de Pasquale Squitieri
- 1976 : Keoma d'Enzo G. Castellari
- 1977 : Caresses bourgeoises (Una spirale di nebbia) d'Eriprando Visconti
- 1979 : Starcrash : Le Choc des étoiles (Scontri stellari oltre la terza dimensione) de Luigi Cozzi
- 1979 : Le Malade imaginaire (Il malato immaginario) de Tonino Cervi
- 1979 : Ciao nì! (it) de Paolo Poeti (it)
- 1980 : La Race sauvage (Razza selvaggia) de Pasquale Squitieri
- 1980 : Moi et Catherine (Io e Caterina) d'Alberto Sordi
- 1981 : Fantôme d'amour (Fantasma d'amore) de Dino Risi
- 1982 : Il turno de Tonino Cervi
- 1982 : In viaggio con papà d'Alberto Sordi
- 1983 : Arrivano i miei (it) de Nini Salerno (it)
- 1984 : A tu per tu de Sergio Corbucci
- 1984 : Claretta de Pasquale Squitieri
- 1984 : Tutti dentro d'Alberto Sordi
- 1987 : Quartiere de Silvano Agosti
- 1987 : Mak π 100 (it) d'Antonio Bido
- 1988 : Fatale Obsession (El túnel) d'Antonio Drove
- 1991 : Acte d'amour (Atto di dolore) de Pasquale Squitieri
- 1994 : Dietro la pianura (it) de Gerardo Fontana et Paolo Girelli
- 2000 : La seconda ombra (it) de Silvano Agosti
- 2005 : Persona non grata de Krzysztof Zanussi
- 2007 : Ne touchez pas la hache de Jacques Rivette
- 2007 : Il sole nero de Krzysztof Zanussi
- 2008 : MissTake de Filippo Cipriano (it)
- 2014 : Obce ciało (pl) de Krzysztof Zanussi
- 2015 : La Course de toutes les passions (Rosso Mille Miglia) de Claudio Uberti
- 2016 : Mothers de Liana Marabini
- 2018 : Eter (pl) de Krzysztof Zanussi
- 2019 : Il ritratto incompiuto de Namik Ajazi
- 2021 : Fra due battiti (it) de Stefano Usardi

### Actrice de télévision
- 1991 : Dalla notte all'alba (it) de Cinzia TH Torrini
- 1996 : La signora della città (it) de Beppe Cino
- 1999 : Le ragazze di piazza di Spagna (it), série télévisée de José María Sánchez (it), Gianfrancesco Lazotti, Riccardo Donna (it)